# Diocesi di Lampsaco
La diocesi di Lampsaco (in latino Dioecesis Lampsacena) è una sede soppressa del patriarcato di Costantinopoli e sede titolare della Chiesa cattolica.

## Storia
Lampsaco, nei pressi della città di Lapseki (provincia di Çanakkale) in Turchia, è un'antica sede episcopale della provincia romana dell'Ellesponto nella diocesi civile di Asia. Faceva parte del patriarcato di Costantinopoli ed era suffraganea dell'arcidiocesi di Cizico.
Secondo i racconti agiografici, era originario di Lampsaco il martire san Trifone, che avrebbe subito la decapitazone a Nicea nel 250. Primo vescovo noto di questa sede è san Partenio, vissuto nella prima metà del IV secolo. Immediato successore di Partenio fu Marciano, che probabilmente occupava la sede di Lampsaco quando in città si svolse nel 364 un importante sinodo di vescovi, che si inserisce nel contesto delle controversie teologiche post-nicene. Lo stesso Marciano prese parte al primo concilio di Costantinopoli nel 381; ma per le sue posizioni eterodosse, abbandonò ben presto l'assise ecumenica e il suo nome non appare nelle liste delle presenze conciliari.
Sono poi noti i seguenti vescovi nel primo millennio cristiano: Daniele, che partecipò al concilio di Calcedonia nel 451; Armonio, che sottoscrisse nel 458 la lettera dei vescovi dell'Ellesponto all'imperatore Leone dopo la morte di Proterio di Alessandria; Costantino, che partecipò al terzo concilio di Costantinopoli nel 680; Sisinnio, che sottoscrisse gli atti del concilio in Trullo nel 691/392; Giovanni, che assistette al secondo concilio di Nicea nel 787.
A questi vescovi, documentati dai concili dell'antichità, sono da aggiungere altri tre vescovi. Nel 1847 venne scoperta a Lampsaco una serie di oggetti preziosi, tra cui otto cucchiai d'argento con l'incisione del monogramma del vescovo Andrea, probabile vescovo di Lampsaco, a meno che questi monili e oggetti preziosi non fossero parte di un bottino proveniente da altrove. Durante la lotta iconoclasta si distinse il vescovo Euschemone, venerato come santo per la sua opposizione al divieto del culto delle immagini. Infine la sigillografia ha restituito i nomi dei vescovi Niceta e Tommaso, vissuti fra X e XII secolo.
La diocesi è documentata nelle Notitiae Episcopatuum del patriarcato di Costantinopoli fino al XII secolo. La regione di Lampsaco fu occupata dai Turchi selgiuchidi nel 1310 e poi dagli Ottomani nel 1360 circa; probabilmente la diocesi scomparve in quest'epoca.
Il 5 marzo 1913 il patriarcato di Costantinopoli restaurò la diocesi di Lampsaco, unita a quella di Dardano, con il nome di «Metropolia di Dardanellia e Lampsaco» (Μητρόπολης Δαρδανέλλια και Λάμψακος, Mitrópolis Dardanéllia kai Lámpsakos). Questa nuova istituzione ebbe tuttavia vita breve; infatti, a seguito della guerra fra Grecia e Turchia e allo scambio di popolazioni fra i due Paesi (1923), oggi non vi sono più cristiani nel territorio dell'antica sede metropolitana, che de facto non esiste più.
Dal XVII secolo Lampsaco è annoverata tra sedi vescovili titolari della Chiesa cattolica; la sede è vacante dal 4 agosto 1970.

## Cronotassi

### Vescovi greci
- San Partenio † (dopo il 325 - prima del 364)
- Marciano † (prima del 364 - dopo il 381)
- Daniele † (menzionato nel 451)
- Armonio † (menzionato nel 458)
- Andrea ? † (circa 550/650)
- Costantino † (menzionato nel 680)
- Sisinnio † (prima del 691 - dopo il 692)
- Giovanni † (menzionato nel 787)
- Sant'Euschemone † (IX secolo)
- Niceta † (circa X-XI secolo)
- Tommaso † (circa XI-XII secolo)

### Vescovi titolari
- Johannes Bartholomäus Kobolt von Tambach † (14 dicembre 1637 - 5 febbraio 1645 deceduto)
- Ulrich Grappler von Trappenburg † (23 aprile 1646 - 9 gennaio 1658 deceduto)
- Martin Geiger † (6 maggio 1658 - 2 luglio 1669 deceduto)
- Jodok Brendt † (19 maggio 1670 - 23 febbraio 1686 deceduto)
- Giorgio Stassi † (25 giugno 1784 - 1802 deceduto)
- Giuseppe Guzzetta † (29 marzo 1802 - 1813 deceduto)
- Francesco Chiarchiaro † (23 settembre 1816 - 31 ottobre 1834 deceduto)
- Giuseppe Crispi † (11 luglio 1836 - 10 settembre 1859 deceduto)
- Giuseppe Candido † (18 novembre 1881 - 1º giugno 1888 nominato vescovo di Ischia)
- Raffaele Bianchi † (30 dicembre 1889 - 1905 deceduto)
- Giulio Serafini † (16 dicembre 1907 - 3 luglio 1930 nominato cardinale presbitero di Santa Maria sopra Minerva)
- Francis Liu-Chiu-wen (Liou King wen) † (23 luglio 1930 - 11 aprile 1946 nominato vescovo di Fenyang)
- Aurelio Marena † (25 agosto 1946 - 16 marzo 1950 nominato vescovo di Ruvo e Bitonto)
- David Frederick Cunningham † (5 aprile 1950 - 4 agosto 1970 succeduto vescovo di Syracuse)